# Michael A. Goorjian
Michael Andranik Goorjian (San Francisco, California; 4 de febrero de 1971) es un actor, director y escritor estadounidense de ascendencia armenia. Goorjian ganó un Premio Emmy como Mejor Actor de Reparto en una Miniserie o Especial por su rol de David Goodson en David's Mother (1994). Es también conocido por su papel como Justin Thompson, interés de amoroso del personaje de Neve Campbell en la serie ganadora del Globo de Oro, Cinco en Familia (1994–2000), así como Heroin Bob en la película SLC Punk! (1998) y su secuela. Como director, Goorjian consiguió reconocimiento para su primera película independiente importante, Illusion (2004), que él escribió, dirigió y protagonizó junto a la leyenda de Hollywood Kirk Douglas.

## Biografía

### Carrera como actor
Goorjian nació y fue criado en el área de Bahía del San Francisco. Su padre Peter es armenio y sus abuelos paternales eran supervivientes  del genocidio armenio, mientras su madre Sarah es de ascendencia americano escocés. Goorjian creció en Oakland, y atendió al Instituto Bishop O'Dowd, el cual tuvo un programa de obra fuerte. En la edad de 14, audicionó para una compañía de teatro local pensando que era una fácil de saltar clases. Después de lograr un papel principal en una obra 'not-so-cool' llamada Computer Crazy, Goorjian pronto descubrió que el resto del reparto eran todos ciudadanos y que tendría que actuar en su propia escuela. A pesar de esta humillante experiencia, Goorjian enganchó con la actuación y finalmente estudió en UCLA Escuela de Teatro, Película y Televisión.
Goorjian ganó un Premio Emmy como Mejor Actor de Reparto en una Miniserie o Especial en la película de televisión David's Mother protagonizada por Kirstie Alley. Ray Loynd comentó que Goorjian contribuyó con "una riqueza de detalle físico y emocional que minimiza el desastre familiar".
Su primera aparición en Hollywood vino como bailarín cuando en 1992 interpretó a Skittery en la película de Disney Newsies protagonizada por Christian Bale y Robert Duvall. Siguieron roles en películas numerosas que incluyen Chaplin con Robert Downey Jr., Forever Young con Mel Gibson, Leaving Las Vegas, Hard Rain con Morgan Freeman y Christian Slater, SLC Punk!, The Invisibles con Portia de Rossi, Broken con Heather Graham y Conversaciones con Dios.
Goorjian también fue actor invitado en un número de series televisivas que incluyen Lie to Me, House, Alias, Monk, CSI, Without a Trace, Chicago Hope así también con un papel recurrente en Life Goes On como Ray Nelson. 

### Escritor
Goorjian debutó como novelista con su trabajo What Lies Beyond the Stars, el primer libro en una trilogía pretendida encargada por Hay House Publishing. El segundo libro en la serie, Beyond the Fractured Sky, será liberado en otoño de 2018.

## Filmografía

### Actor

#### Películas
| Año  | Título                                  | Rol                    | Notas                                   |
| ---- | --------------------------------------- | ---------------------- | --------------------------------------- |
| 1991 | Shelf Life                              | Adam                   | Cortometraje                            |
| 1992 | Newsies                                 | Skittery               |                                         |
| 1992 | Forever Young                           | Steven                 |                                         |
| 1992 | Chaplin                                 | Charles Chaplin Jr     |                                         |
| 1995 | Leaving Las Vegas                       | Chico universitario #1 |                                         |
| 1998 | Hard Rain                               | Kenny                  |                                         |
| 1998 | SLC Punk!                               | Bob                    |                                         |
| 1998 | Art House                               | Danny Farthing         |                                         |
| 1999 | The Invisibles                          | Jude                   | También productor                       |
| 1999 | Something More                          | Sam                    |                                         |
| 1999 | How to Get Laid at the End of the World | Michael                |                                         |
| 1999 | Here Lies Lonely                        | Sid                    |                                         |
| 1999 | Deal of a Lifetime                      | Henry Spooner          |                                         |
| 2001 | Amerikana                               | Peter                  |                                         |
| 2002 | The Mesmerist                           | Coroner #1             | También escritor                        |
| 2002 | Go for Broke                            | Rome / Romie           |                                         |
| 2003 | Leisure                                 | Barney                 | Directo-a-DVD                           |
| 2004 | Happily Even After                      | Stuart                 |                                         |
| 2004 | Illusion                                | Christopher            | También director, productor, y escritor |
| 2006 | Conversations with God                  | Roy the Morning Boy    |                                         |
| 2006 | Broken                                  | Thomas                 |                                         |
| 2008 | Around June                             | Señor Lewis            |                                         |
| 2014 | Green Thumb                             | Dad                    | Cortometraje                            |
| 2014 | My Eleventh                             |                        |                                         |
| 2016 | Punk's Dead                             | Bob                    |                                         |
| 2018 | Pin-Up                                  | Guy                    | Cortometraje                            |
| 2022 | Amerikatsi                              | Charlie                |                                         |

#### Televisión
| Año       | Título                                 | Función                           | Notas                                                                  |
| --------- | -------------------------------------- | --------------------------------- | ---------------------------------------------------------------------- |
| 1991      | Growing Pains                          | Hank Miller                       | Episodio: "Like Father, Like Son"                                      |
| 1991      | Nunca Olvides                          | Chuck                             | Película televisiva                                                    |
| 1991–1993 | Life Goes On                           | Ray Nelson                        | 8 episodios                                                            |
| 1993      | The Flood: Who Will Save Our Children? | Scott Chapman                     | Película televisiva                                                    |
| 1994      | David's Mother                         | David Goodson                     | Primetime Emmy para Mejor Actor de reparto en una Miniserie o Especial |
| 1994      | Justicia ciega                         | Soldado #1                        | Película televisiva                                                    |
| 1994      | Justicia dulce                         | Jimmy                             | 2 episodios                                                            |
| 1994      | Bajo sospecha                          | Johnny                            | Episodio: "Arson/Historia de Asesinato"                                |
| 1994–2000 | Party of Five                          | Justin Thompson                   | 44 episodios                                                           |
| 1997      | Tocado por un Ángel                    | Budd Glaser                       | Episodio: "Charades"                                                   |
| 1998      | Chicago Hope                           | Jacob Joffe                       | Episodio: "Austin Space"                                               |
| 1999      | Vida en un Día                         | Dr. Peter Hamilton                | Película televisiva                                                    |
| 2001      | CSI                                    | Aaron Pratt                       | Episodio: "Caged"                                                      |
| 2004      | Without a Trace                        | Ricky Wilson                      | Episodio: "Two Families"                                               |
| 2005      | Alias                                  | Andre Sterescu                    | Episodio: "Nocturne"                                                   |
| 2005      | Monk                                   | Jacob Carlyle                     | Episodio: "Mr Monk and the Kid"                                        |
| 2005      | Reefer Madness                         | Mickey Druther                    | Película televisiva                                                    |
| 2005      | House                                  | Sean Randolph                     | Episodio: "Babies & Bathwater"                                         |
| 2005      | Killer Instinct                        | Rafe Bradford                     | Episodio: "Who's Your Daddy "                                          |
| 2006      | CSI: Miami                             | John Stockman                     | Episodio: "Darkroom"                                                   |
| 2007      | Hombre de compañía                     | Jeff Greenwald                    | Película televisiva                                                    |
| 2007      | Eyes                                   | Bobby Creech                      | Episodio: "Innocence"                                                  |
| 2009      | Lie to Me                              | Franko James Vincent / Glen Welsh | Episodio: "Secret Santa"                                               |
| 2014      | Covert Affairs                         | Borz Altan                        | 3 episodios                                                            |
| 2016      | Code Black                             | Emanuel                           | Episodio: "The Fifth Stage"                                            |
| 2016      | Lucifer                                | Elliot Richards                   | Episodio: "Liar, Liar, Slutty Dress On Fire"                           |
| 2017      | The Wizard of Lies                     | Dan Horwitz                       | Película televisiva                                                    |

### Director
- Blood Drips Heavily on Newsies Square (1991) (video Corto)
- Oakland Underground (1997)
- Call Waiting (1998) (Cortometraje)
- Illusion (2004)
- Players' Club (2006) (video Corto)
- The War Prayer (2007) (Cortometraje)
- You Can Heal Your Life (2007) (Documental)
- The Shift (2009) (Directo-a-DVD)
- Entanglement (2012) (película Televisiva)
- The Magic Hand of Chance (2012)
- Tales of Everyday Magic (2012)
- Painting the Future (2012)
- My Greatest Teacher (2012)
- Amerikatsi (2022)

### Escritor
- Oakland Underground (1997)
- The Mesmerist (2002)
- Illusion (2004)
- Tales of Everyday Magic (2012)
- My Greatest Teacher (2012)

### Productor
- Oakland Underground (1997)
- The Invisibles (1999)
- Part Time Fabulous (2011)